# Vanity Fair (rivista britannica)
Vanity Fair è stata una rivista settimanale britannica pubblicata dal 1868 al 1914.

## Storia
La rivista inglese Vanity Fair, recante il sottotitolo A Weekly Show of Political, Social and Literary Wares, venne fondata da Thomas Gibson Bowles, con l'intento di mettere alla berlina le vanità della società dell'Inghilterra vittoriana. Il primo numero fu messo in vendita a Londra il 7 novembre 1868. La rivista offriva ai suoi lettori articoli su moda, attualità, spettacoli, libri, eventi mondani e gossip dell'ultim'ora; inoltre presentava narrativa a puntate, giochi di parole e altre amenità.
Bowles scrisse sulla rivista sotto vari pseudonimi come, per es., "Jehu Junior" che richiamava il profeta biblico Jehu. La rivista accolse contributi di nomi celebri come Lewis Carroll, Willie Wilde, P.G. Wodehouse, Jessie Pope e Bertram Fletcher Robinson (redattore dal giugno 1904 a ottobre 1906).
L'ultimo numero di Vanity Fair apparve il 5 febbraio 1914.

## Caricature
In molti numeri della rivista era presente una litografia a colori a tutta pagina con una caricatura di una celebrità o di un dignitario dell'epoca ed è proprio per queste caricature che oggi è più conosciuta Vanity Fair.
La gamma dei soggetti rappresentati era molto varia comprendendo: artisti, atleti, statisti, scienziati, autori, attori, militari e studiosi. Queste caricature venivano realizzate da un gruppo di artisti internazionali, compresi gli inglesi Max Beerbohm e Sir Leslie Ward (che firmava le sue opere con lo pseudonimo 'Spy'), gli italiani Carlo Pellegrini (noto come 'Singe' e 'Ape') e Liborio Prosperi ('Lib'), il francese James Tissot e l'americano Thomas Nast.

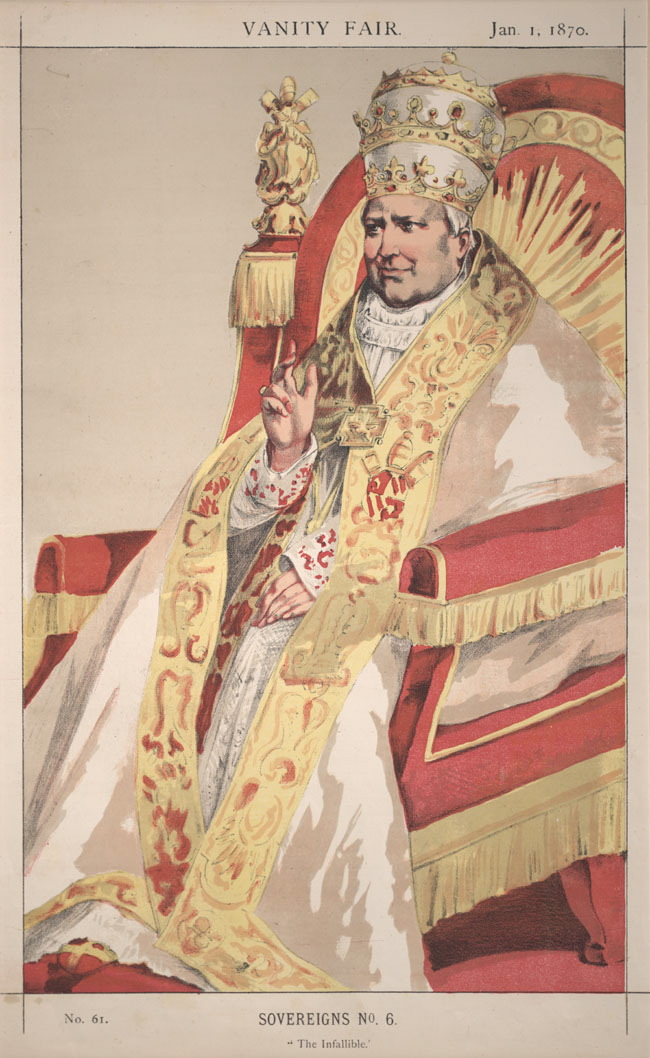
Papa Pio IX, Vanity Fair (1º gennaio 1870)
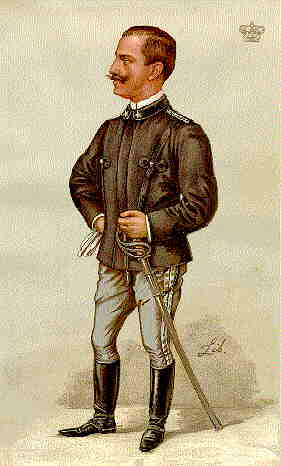
Il re Vittorio Emanuele III in una caricatura di Libero Prosperi, Vanity Fair del 1902
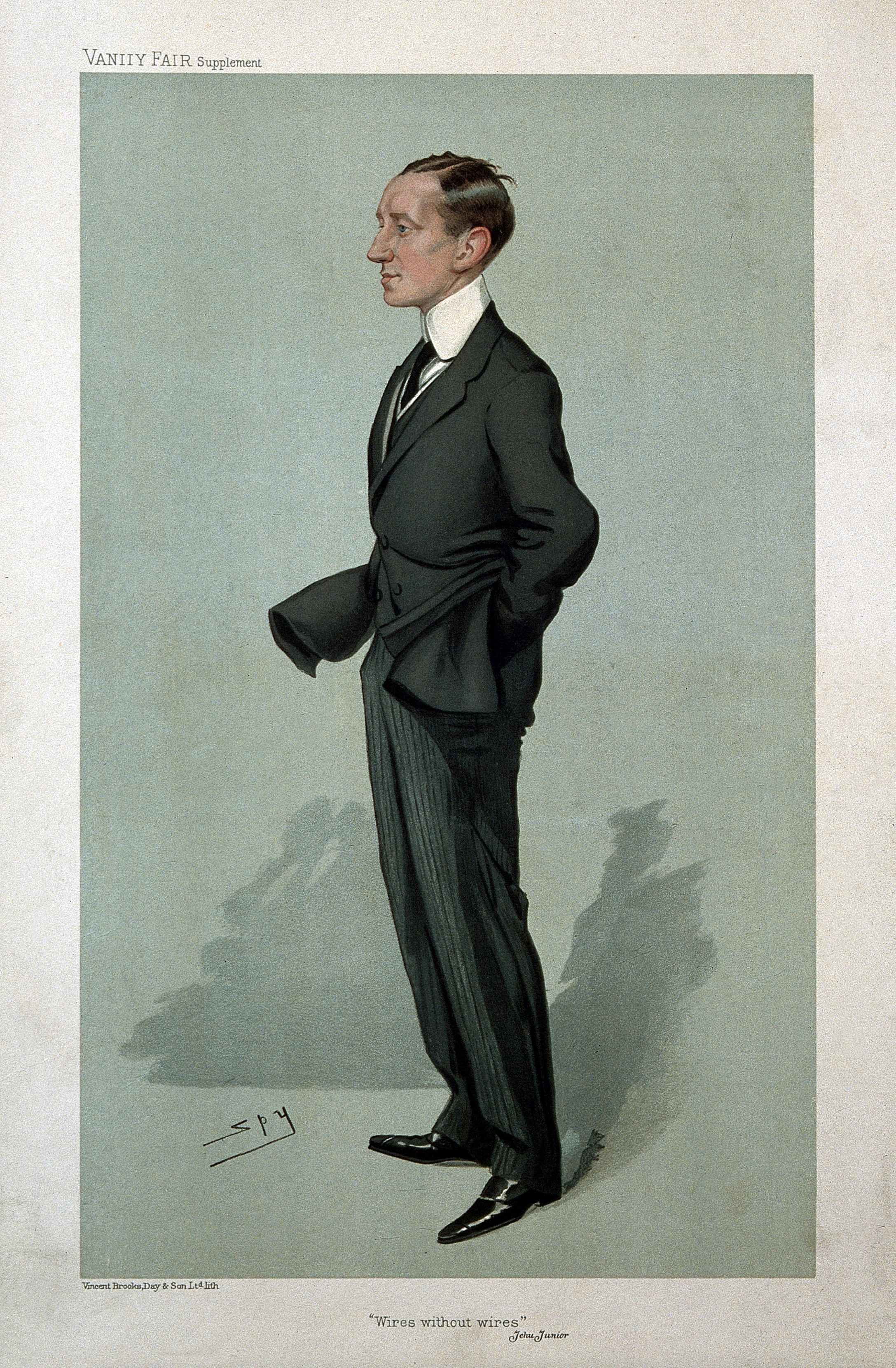
Guglielmo Marconi, Vanity Fair (16 marzo 1905)
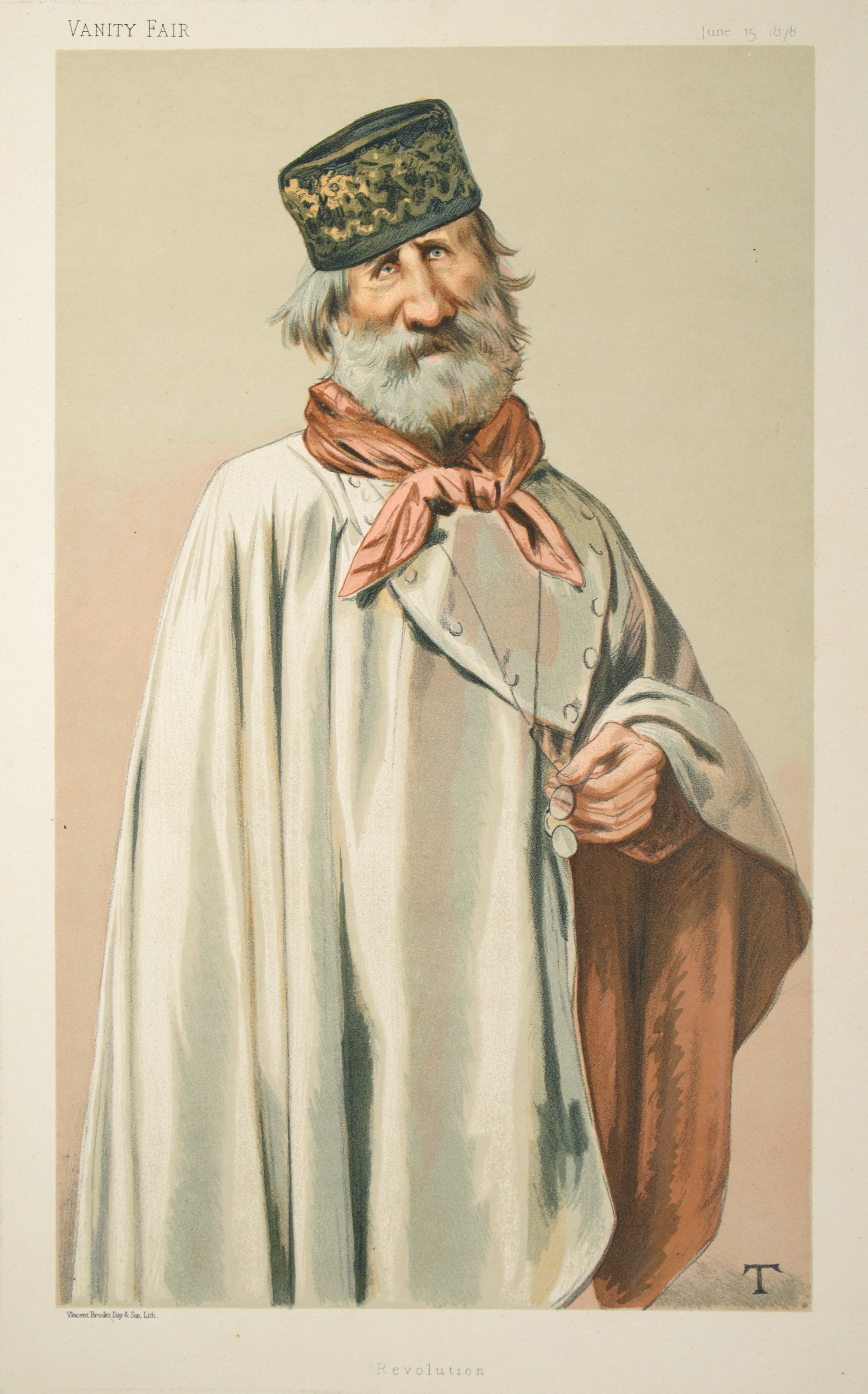
Giuseppe Garibaldi, Vanity Fair (15 giugno 1878)
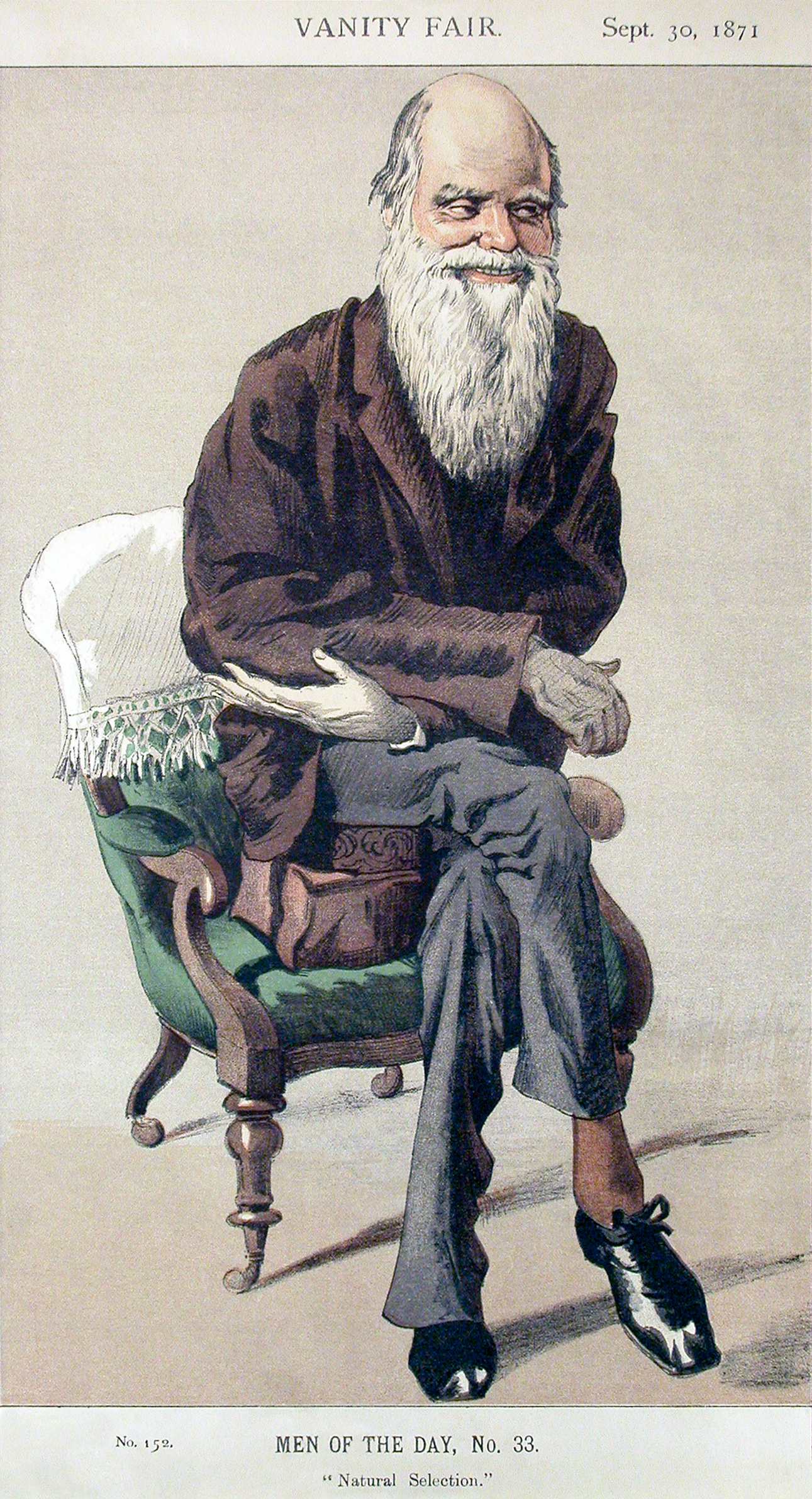
Caricatura di Charles Darwin per Vanity Fair (30 settembre 1871)